# 施馬拉河
51°20′2.47″N 8°34′53.93″E / 51.3340194°N 8.5816472°E

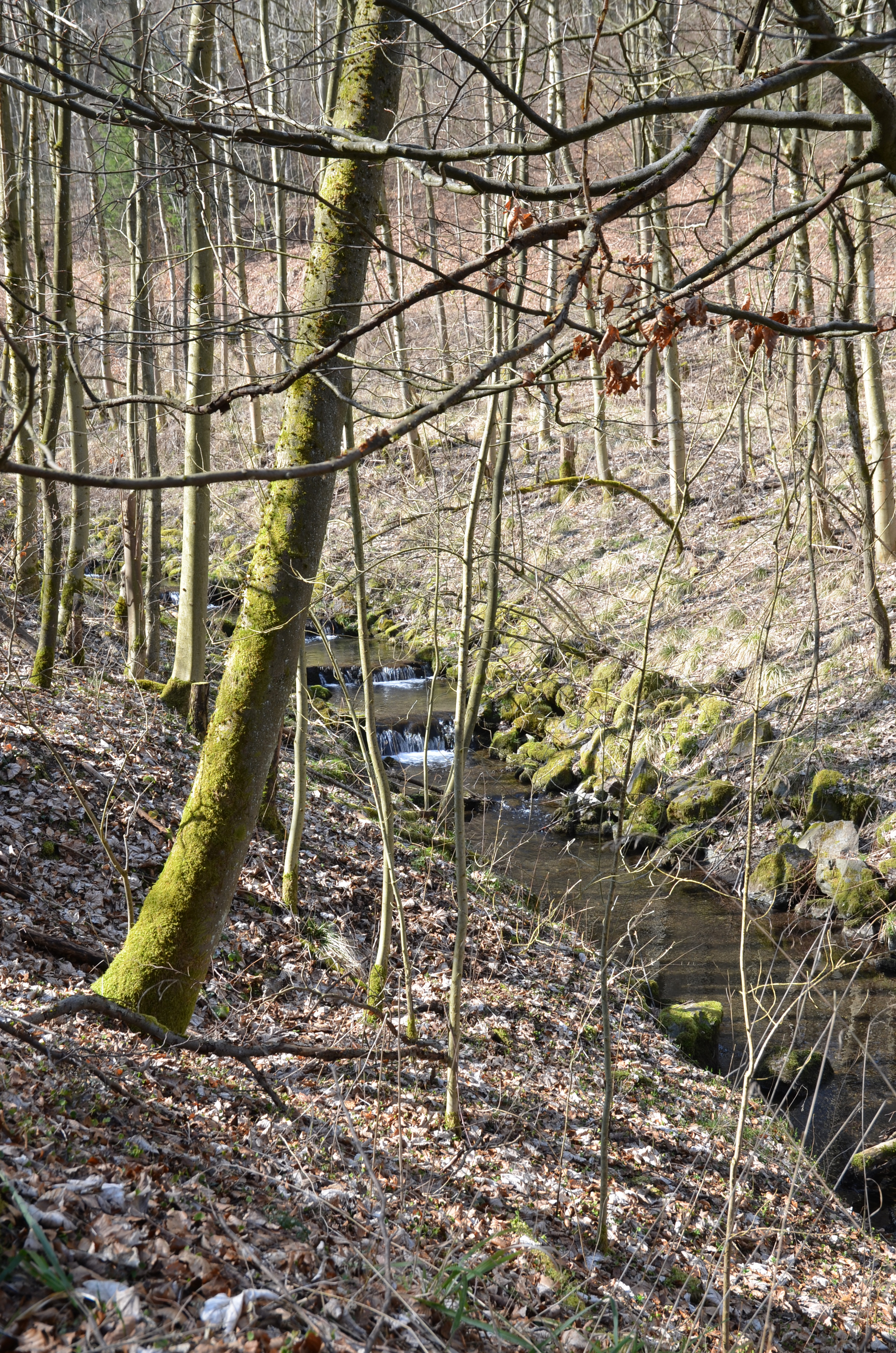

施馬拉河（德語：Schmala），是德國的河流，位於該國西部，處於北萊茵-威斯特法倫州，屬於霍佩克河的左支流，河道全長6.1公里，流域面積5.7平方公里。